# Халиш, Рафик
Рафи́к Хали́ш (араб. رفيق حليش‎, фр. Rafik Halliche; родился 2 сентября 1986, Алжир, Алжир) — алжирский футболист, защитник. Выступал за национальную сборную Алжира.

## Биография

### Клубная карьера
Халиш начал заниматься футболом в семь лет в клубе «КРЕПС Бен Акнун», откуда в 14 лет перешёл в юношескую команду клуба «НА Хуссейн Дей». С сезона 2005/06 играл за взрослую команду «Хуссейн Дей», первый матч в чемпионате Алжира сыграл 30 января 2006 года, выйдя на замену на 76-й минуте матча против «Параду АС». Следующие два сезона Халиш продолжил играть за «Хуссейн Дей».

### Насьонал
В зимнее трансферное окно 2007/08 к Халишу проявили интерес несколько европейских клубов, в том числе «Осер» и «Валансьенн». Он выбрал предложение португальской «Бенфики» и подписал с ней 4-летний контракт. «Бенфика» сразу же отдала его в аренду в другой португальский клуб — «Насьонал» до конца сезона, и в следующие два сезона арендное соглашение продлевалось.
В чемпионате Португалии Халиш дебютировал 30 марта 2008 года в матче с «Униан Лейрия» (2:0).

### Фулхэм
Летом 2010 года на Халиша обратили внимание ряд именитых клубов, один из которых лондонский «Арсенал», с которым Халиш провёл предварительные переговоры, однако оказался в другой команде из Лондона — «Фулхэм». Контракт с «Фулхэмом» был подписан на 3 года, а сумма трансфера составила 1,5 миллиона фунтов.
Халиш так и не смог пробиться в основной состав «Фулхэма», проведя за него всего два матча. 8 января 2011 он дебютировал в составе лондонцев в игре Кубка Англии против «Питерборо». В матче, закончившемся победой «Фулхэма» 6:2, Халиш вышел на замену на 77-й минуте и успел «привезти» пенальти в свои ворота. Единственный матч в чемпионате Англии он сыграл 22 января 2011 года против «Сток Сити» (2:0), выйдя на замену во втором тайме.
Летом 2011 года «Фулхэм» планировал отдать Халиша в аренду в «Суонси», оба клуба и игрок договорились о переходе, но ФИФА запретила сделку, наложив санкции на «Суонси». В декабре 2011 Халиш побывал на просмотре в шотландском «Селтике».
В августе 2012 года контракт Халиша с «Фулхэмом» был расторгнут по обоюдному согласию.

### Академика
31 августа Рафик Халиш вернулся в Португалию, став игроком «Академики».

### Карьера в сборной
Рафик Халиш дебютировал в составе национальной сборной Алжира 31 мая 2008 года в матче против сборной Сенегала.
В финальном турнире Кубка африканских наций 2010 Халиш стал автором победного гола в матче группового этапа против Мали (1:0). В полуфинале против Египта (0:4) он стал одним из трёх удалённых с поля игроков сборной Алжира.
Халиш принимал участие также в финальных турнирах чемпионата мира 2010 (в котором полностью сыграл все три матча) и Кубка африканских наций 2013.
В июне 2014 года он был включён тренером Вахидом Халилходжичем в заявку сборной Алжира на финальный турнир чемпионат мира 2014. На турнире он принял участие во всех четырёх матчах национальной команды и забил гол в ворота сборной Кореи.
| Матчи за сборную Алжира | Матчи за сборную Алжира | Матчи за сборную Алжира | Матчи за сборную Алжира | Матчи за сборную Алжира | Матчи за сборную Алжира | Матчи за сборную Алжира        |
| ----------------------- | ----------------------- | ----------------------- | ----------------------- | ----------------------- | ----------------------- | ------------------------------ |
| №                       | Дата                    | Соперник                | Счёт                    | Минуты                  | Голы                    | Соревнование                   |
| 1                       | 31 мая 2008             | Сенегал                 | 0:1                     | 8                       | 0                       | Отборочный турнир ЧМ-2010      |
| 2                       | 6 июня 2008             | Либерия                 | 3:0                     | 20                      | 0                       | Отборочный турнир ЧМ-2010      |
| 3                       | 28 марта 2009           | Руанда                  | 0:0                     | 90                      | 0                       | Отборочный турнир ЧМ-2010      |
| 4                       | 7 июня 2009             | Египет                  | 3:1                     | 90                      | 0                       | Отборочный турнир ЧМ-2010      |
| 5                       | 20 июня 2009            | Замбия                  | 2:0                     | 90                      | 0                       | Отборочный турнир ЧМ-2010      |
| 6                       | 6 сентября 2009         | Замбия                  | 1:0                     | 90                      | 0                       | Отборочный турнир ЧМ-2010      |
| 7                       | 11 октября 2009         | Руанда                  | 3:1                     | 90                      | 0                       | Отборочный турнир ЧМ-2010      |
| 8                       | 14 ноября 2009          | Египет                  | 0:2                     | 72                      | 0                       | Отборочный турнир ЧМ-2010      |
| 9                       | 18 ноября 2009          | Египет                  | 1:0                     | 90                      | 0                       | Отборочный турнир ЧМ-2010      |
| 10                      | 11 января 2010          | Малави                  | 0:3                     | 90                      | 0                       | Кубок африканских наций 2010   |
| 11                      | 14 января 2010          | Мали                    | 1:0                     | 90                      | 1                       | Кубок африканских наций 2010   |
| 12                      | 18 января 2010          | Ангола                  | 0:0                     | 90                      | 0                       | Кубок африканских наций 2010   |
| 13                      | 24 января 2010          | Кот-д’Ивуар             | 3:2                     | 120                     | 0                       | Четвертьфинал КАН-2010         |
| 14                      | 28 января 2010          | Египет                  | 0:4                     | 38                      | 0                       | Полуфинал КАН-2010             |
| 15                      | 3 марта 2010            | Сербия                  | 0:3                     | 90                      | 0                       | Товарищеский матч              |
| 16                      | 28 мая 2010             | Ирландия                | 0:3                     | 90                      | 0                       | Товарищеский матч              |
| 17                      | 5 июня 2010             | ОАЭ                     | 1:0                     | 90                      | 0                       | Товарищеский матч              |
| 18                      | 13 июня 2010            | Словения                | 0:1                     | 90                      | 0                       | Чемпионат мира 2010            |
| 19                      | 18 июня 2010            | Англия                  | 0:0                     | 90                      | 0                       | Чемпионат мира 2010            |
| 20                      | 23 июня 2010            | США                     | 0:1                     | 90                      | 0                       | Чемпионат мира 2010            |
| 21                      | 3 сентября 2010         | Танзания                | 1:1                     | 51                      | 0                       | Отборочный матч КАН-2012       |
| 22                      | 12 января 2013          | ЮАР                     | 0:0                     | 32                      | 0                       | Товарищеский матч              |
| 23                      | 26 января 2013          | Того                    | 0:2                     | 90                      | 0                       | Кубок африканских наций 2013   |
| 24                      | 30 января 2013          | Кот-д’Ивуар             | 2:2                     | 90                      | 0                       | Кубок африканских наций 2013   |
| 25                      | 2 июня 2013             | Буркина-Фасо            | 2:0                     | 25                      | 0                       | Товарищеский матч              |
| 26                      | 14 августа 2013         | Гвинея                  | 2:2                     | 90                      | 0                       | Товарищеский матч              |
| 27                      | 5 марта 2014            | Словения                | 2:0                     | 39                      | 0                       | Товарищеский матч              |
| 28                      | 31 мая 2014             | Армения                 | 3:1                     | 90                      | 0                       | Товарищеский матч              |
| 29                      | 4 июня 2014             | Румыния                 | 2:1                     | 1                       | 0                       | Товарищеский матч              |
| 30                      | 17 июня 2014            | Бельгия                 | 1:2                     | 90                      | 0                       | Чемпионат мира по футболу 2014 |
| 31                      | 22 июня 2014            | Республика Корея        | 4:2                     | 90                      | 1                       | Чемпионат мира по футболу 2014 |
| 32                      | 26 июня 2014            | Россия                  | 1:1                     | 90                      | 0                       | Чемпионат мира по футболу 2014 |
| 33                      | 30 июня 2014            | Германия                | 1:2                     | 97                      | 0                       | Чемпионат мира по футболу 2014 |

## Личная жизнь
Родители Рафика происходят из вилайета Тизи-Узу. Его отец, Мулуд Халиш, был чемпионом Африки по дзюдо.

## Статистика выступлений
| Клуб             | Сезон            | Дивизион         | Лига  | Лига | Нац. кубки | Нац. кубки | Конт. кубки | Конт. кубки | Всего | Всего |
| Клуб             | Сезон            | Дивизион         | Матчи | Голы | Матчи      | Голы       | Матчи       | Голы        | Матчи | Голы  |
| ---------------- | ---------------- | ---------------- | ----- | ---- | ---------- | ---------- | ----------- | ----------- | ----- | ----- |
| НА Хуссейн Дей   | 2005/06          | L1 (I)           | ?     | ?    | -          | -          | -           | -           | ?     | ?     |
| НА Хуссейн Дей   | 2006/07          | L1 (I)           | 28    | 1    | -          | -          | -           | -           | 28    | 1     |
| НА Хуссейн Дей   | 2007/08          | L1 (I)           | 16    | 0    | -          | -          | -           | -           | 16    | 0     |
| НА Хуссейн Дей   | Всего            | Всего            | 44    | 1    | 0          | 0          | 0           | 0           | 44    | 1     |
| Насьонал         | 2007/08          | 1D (I)           | 3     | 0    | 0          | 0          | 0           | 0           | 3     | 0     |
| Насьонал         | 2008/09          | 1D (I)           | 15    | 0    | 5          | 0          | 0           | 0           | 20    | 0     |
| Насьонал         | 2009/10          | 1D (I)           | 16    | 0    | 1          | 0          | 6           | 1           | 23    | 1     |
| Насьонал         | Всего            | Всего            | 34    | 0    | 6          | 0          | 6           | 1           | 46    | 1     |
| Фулхэм           | 2010/11          | АПЛ (I)          | 1     | 0    | 1          | 0          | 0           | 0           | 2     | 0     |
| Фулхэм           | 2011/12          | АПЛ (I)          | 0     | 0    | 0          | 0          | 0           | 0           | 0     | 0     |
| Фулхэм           | Всего            | Всего            | 1     | 0    | 1          | 0          | 0           | 0           | 2     | 0     |
| Академика        | 2012/13          | 1D (I)           | 9     | 0    | 3          | 0          | 2           | 0           | 14    | 0     |
| Академика        | 2013/14          | 1D (I)           | 20    | 0    | 2          | 0          | 0           | 0           | 22    | 0     |
| Академика        | Всего            | Всего            | 29    | 0    | 5          | 0          | 2           | 0           | 36    | 0     |
| Всего за карьеру | Всего за карьеру | Всего за карьеру | 108   | 1    | 12         | 0          | 8           | 1           | 128   | 2     |

## Достижения
Сборная Алжира
- Обладатель Кубка африканских наций: 2019